# Undervattensstaden
Undervattensstaden (original: The City under the Sea) är en engelsk äventyrsfilm från 1965. I USA hette den War-Gods of the Deep.
Jacques Tourneurs sista film som regissör är en Jules Verne-liknande äventyrshistoria om smugglare vid kusten i Cornwall som lever i ett dömt undervattensrike. Vincent Price gör rollen som Kaptenen, ledaren för smugglarligan. Filmen distribuerades av Anglo-Amalgamated i England.

## Roller
- Vincent Price - Sir Hugh, Kaptenen
- Tab Hunter - Ben Harris
- David Tomlinson - Harold Tufnell-Jones
- Susan Hart - Jill Tregillis
- John Le Mesurier - Jonathan Ives
- Henry Oscar - Mumford
- Derek Newark - Dan